# Reserva Extrativista Ituxí
A Reserva Extrativista Ituxi é uma unidade de conservação federal do Brasil categorizada como reserva extrativista e criada por decreto presidencial em 5 de junho de 2008, numa área de 776.940 hectares, no município de Lábrea, no estado do Amazonas.